# Пролив Лужина
Пролив Лужина (Третий Курильский пролив) — пролив в Тихом океане, отделяет остров Анциферова от острова Парамушир. Соединяет Охотское море и Четвёртый Курильский пролив.
Длина около 20 км. Минимальная ширина 15 км. Максимальная глубина свыше 700 м. Берег обрывистый, гористый. На восточном берегу вулкан Фусса и хребет Карпинского.
В проливе выделяются мысы Непройденный, Капустный (Парамушир), Теркут (остров Анциферова). В пролив впадают реки Фусса, Челаура и др. На восточном побережье много подводных и надводных камней. В центральной части пролива расположена бухта Майора (Фусса). За мысом Капустным пролив Лужина переходит в Четвёртый Курильский пролив.
Средняя величина прилива по берегам пролива 1,0 м.
Назван в честь исследователя Курильских островов Фёдора Фёдоровича Лужина.
На берегах пролива не расположено населённых пунктов.
Пролив находится в акватории Сахалинской области.

## См.также
- Курильские проливы